# Elecciones provinciales de Santa Fe de 2007
Las elecciones generales de la provincia de Santa Fe de 2007 se realizaron el 2 de septiembre del mencionado año para elegir Gobernador, vicegobernador, 19 senadores provinciales y 50 diputados provinciales, de la Provincia de Santa Fe. Fueron los primeros comicios desde la abolición de la controvertida ley de doble voto simultáneo, por lo que la provincia retomó el sistema de escrutinio mayoritario que había utilizado en las elecciones para gobernador hasta 1987, aunque mantuvo el sistema de "mayoría automática" en las elecciones de diputados provinciales, que establecía que el partido más votado en los comicios legislativos obtuviera automáticamente una mayoría absoluta de 28 escaños en la cámara baja de la legislatura provincial.
Estos comicios fueron considerados de carácter histórico tanto a nivel provincial como a nivel nacional, ya que Hermes Binner, candidato del Partido Socialista y apoyado por la coalición Frente Progresista, Cívico y Social, se impuso con el 52.67% de los votos válidos, superando por más de diez puntos al oficialista Rafael Bielsa, del Partido Justicialista y apoyado por el Frente para la Victoria. Binner se convirtió de este modo en el primer socialista en ser elegido gobernador de una provincia en la historia argentina, e interrumpió veinticuatro años de dominación del Partido Justicialista sobre la provincia, siendo también el primer candidato a la gobernación santafesina desde el retorno de la democracia en obtener más de la mitad de los votos válidos por sí solo.
De conformidad con el sistema de mayoría automática, el Frente Progresista obtuvo 28 de los 50 escaños en la Cámara de Diputados, pero solo 5 de los 19 senadores, siendo la primera vez desde 1983 que el gobernador electo no contaba con mayoría en ambas cámaras.

## Antecedentes
La provincia de Santa Fe es la tercera provincia más poblada de la República Argentina, solo detrás de Córdoba y Buenos Aires. Desde la restauración democrática, en 1983, fue gobernada de forma ininterrumpida por el Partido Justicialista. El 12 de noviembre de 1990, el gobierno de Víctor Reviglio aprobó la llamada ley de doble voto simultáneo, o ley de lemas, en el que cada partido político o coalición de partidos es un lema, y cada lema puede tener varios sublemas (listas de candidaturas de candidatos agrupados en torno al lema pero con énfasis políticos diferentes del partido/lema o con una organización propia dentro del partido/lema). En las elecciones de 1991 y 1995, el candidato de la Unión Cívica Radical, Horacio Usandizaga, fue el candidato individual más votado pero la aplicación de la ley de lemas impidió su acceso a la gobernación, lo que provocó que dicha ley fuera calificada constantemente como antidemocrática o contraria al verdadero resultado electoral.
En las últimas elecciones realizabas bajo el imperio de dicha ley electoral, Hermes Binner, candidato a gobernador del Partido Socialista, obtuvo casi el doble de votos más que Jorge Obeid, el segundo candidato más votado, pero Obeid accedió a la gobernación por la sumatoria de votos del lema justicialista. Ante este desproporcional resultado, poco después de asumir la gobernación, Obeid se comprometió a derogar la ley de lemas y restablecer el sistema de escrutinio mayoritario, cosa que finalmente se concretó a fines de noviembre de 2004 después de enfrentar una dura oposición, pues la mayoría legislativa del justicialismo se alzó en muchas ocasiones en contra de la derogación. En las elecciones legislativas de 2005, el justicialismo provincial fue ampliamente derrotado por una alianza entre el Partido Socialista y la Unión Cívica Radical con otros partidos menores, el Frente Progresista, Cívico y Social con Binner como cabeza de lista.
Ante la caducidad de la ley de lemas, el peronismo, profundamente dividido a nivel nacional, aceptó realizar elecciones primarias internas para presentar una candidatura única contra el progresismo. Rafael Bielsa derrotó a Agustín Rossi, y se presentó apoyado por el Frente para la Victoria, coalición gobernante del país.

## Reglas electorales
- Gobernador y vicegobernador electos por mayoría simple.
- 50 diputados, la totalidad de los miembros de la Cámara de Diputados Provincial. Electos por toda la provincia con 28 bancas reservadas para el partido más votado y 22 a los demás partidos, en proporción de los votos que hubieren logrado.
- 19 senadores, la totalidad de los miembros de la Cámara de Senadores Provincial. Electo un senador por cada uno de los 19 departamentos en los que se divide la provincia, usando mayoría simple.

## Resultados

### Primarias
| Partido/Alianza     | Partido/Alianza                                 | Interna                           | Fórmula                       | Fórmula                     | Interna         | Interna         | Partido   | Partido |
| Partido/Alianza     | Partido/Alianza                                 | Interna                           | Gobernador                    | Vicegobernador              | Votos           | %               | Votos     | %       |
| ------------------- | ----------------------------------------------- | --------------------------------- | ----------------------------- | --------------------------- | --------------- | --------------- | --------- | ------- |
|                     | Frente para la Victoria                         | Unidad para la Victoria           | Rafael Antonio Bielsa         | Carlos Raúl Galán           | 425.195         | 65,04           | 653.696   | 46,47   |
| Concertación Plural | Frente para la Victoria                         | Agustín Rossi                     | Jorge Raúl Fernando Fernández | 228.501                     | 34,96           |                 | 653.696   | 46,47   |
|                     | Frente Progresista, Cívico y Social             | Participación Solidaria           | Hermes Juan Binner            | Griselda Tessio             | 632.338         | 100             | 632.338   | 44,96   |
|                     | Unión Cívica Radical                            | Dignidad Radical                  | Alicia Tate                   | Juan Carlos Millet          | 41.236          | 100             | 41.236    | 2,93    |
|                     | Partido de Participación Popular                | Frente de Participación Social    | Mario Raúl Ibaldi             | César Lucio Mendicino       | 28.036          | 100             | 28.036    | 1,99    |
|                     | Jubilados y Jóvenes                             | Por la Gente                      | Eduardo Alberto Bonini        | María Noel Montenegro       | 13.340          | 100             | 13.340    | 0,95    |
|                     | Partido Obrero                                  | Lucha de los Trabajadores         | Carlos Alberto María Blanco   | Stella Maris Giudice        | 9.164           | 100             | 9.164     | 0,65    |
|                     | Partido Humanista                               | Naranja                           | Silvia Susana Gómez           | Héctor Juan Viglianco       | 8.529           | 100             | 8.529     | 0,61    |
|                     | Frente de Agrupaciones Políticas Autoconvocadas | Opción Santafesina                | Omar Manuel Mordini           | Olimpia Rosa Casa           | 6.435           | 100             | 6.435     | 0,46    |
|                     | Movimiento Socialista de los Trabajadores       | Nueva Izquierda por el Socialismo | Alejandro Mariano Parlante    | Cristian Javier del Greco   | 5.594           | 100             | 5.594     | 0,40    |
|                     | Movimiento por la Dignidad y la Independencia   | Línea Santa Fe                    | Walter Jesús Eiguren          | José Adalberto Tona         | 5.159           | 100             | 5.159     | 0,37    |
|                     | Partido Autonomista de Santa Fe                 | Lealtad y Dignidad                | Ricardo Raúl Cuassolo         | Fabio René Mancinelli Coria | 3.069           | 100             | 3.069     | 0,22    |
| Votos positivos     | Votos positivos                                 | Votos positivos                   | Votos positivos               | Votos positivos             | Votos positivos | Votos positivos | 1.406.596 | 82,08   |
| Votos en blanco     | Votos en blanco                                 | Votos en blanco                   | Votos en blanco               | Votos en blanco             | Votos en blanco | Votos en blanco | 280.996   | 16,40   |
| Votos nulos         | Votos nulos                                     | Votos nulos                       | Votos nulos                   | Votos nulos                 | Votos nulos     | Votos nulos     | 26.069    | 1,52    |
| Total de votos      | Total de votos                                  | Total de votos                    | Total de votos                | Total de votos              | Total de votos  | Total de votos  | 1.713.661 | 100     |
| Fuente:             |                                                 |                                   |                               |                             |                 |                 |           |         |

### Gobernador y vicegobernador
| Fórmula                     | Fórmula                     | Partido/Alianza       | Partido/Alianza                                 | Votos     | %     |
| Gobernador                  | Vicegobernador              | Partido/Alianza       | Partido/Alianza                                 | Votos     | %     |
| --------------------------- | --------------------------- | --------------------- | ----------------------------------------------- | --------- | ----- |
| Hermes Juan Binner          | Griselda Tessio             |                       | Frente Progresista, Cívico y Social             | 864.524   | 52,67 |
| Rafael Antonio Bielsa       | Carlos Raúl Galán           |                       | Frente para la Victoria                         | 688.197   | 41,93 |
| Alicia Tate                 | Juan Carlos Millet          |                       | Unión Cívica Radical                            | 36.916    | 2,25  |
| Eduardo Alberto Bonini      | María Noel Montenegro       |                       | Jubilados y Jóvenes                             | 9.503     | 0,58  |
| Silvia Susana Gómez         | Héctor Juan Viglianco       |                       | Partido Humanista                               | 9.274     | 0,57  |
| Carlos Alberto María Blanco | Stella Maris Giudice        |                       | Partido Obrero                                  | 8.805     | 0,54  |
| Alejandro Mariano Parlante  | Cristian Javier del Greco   |                       | Movimiento Socialista de los Trabajadores       | 6.345     | 0,39  |
| Mario Raúl Ibaldi           | César Lucio Mendicino       |                       | Partido de Participación Popular                | 5.620     | 0,34  |
| Omar Manuel Mordini         | Olimpia Rosa Casa           |                       | Frente de Agrupaciones Políticas Autoconvocadas | 4.835     | 0,29  |
| Walter Jesús Eiguren        | José Adalberto Tona         |                       | Movimiento por la Dignidad y la Independencia   | 4.022     | 0,25  |
| Ricardo Raúl Cuassolo       | Fabio René Mancinelli Coria |                       | Partido Autonomista de Santa Fe                 | 3.321     | 0,20  |
| Votos positivos             | Votos positivos             | Votos positivos       | Votos positivos                                 | 1.641.362 | 91,64 |
| Votos en blanco             | Votos en blanco             | Votos en blanco       | Votos en blanco                                 | 133.376   | 7,45  |
| Votos nulos                 | Votos nulos                 | Votos nulos           | Votos nulos                                     | 16.436    | 0,92  |
| Participación               | Participación               | Participación         | Participación                                   | 1.791.174 | 77,04 |
| Electores registrados       | Electores registrados       | Electores registrados | Electores registrados                           | 2.325.135 | 100   |
| Fuente:                     |                             |                       |                                                 |           |       |

### Cámara de Diputados
| Partido/Alianza       | Partido/Alianza                                 | Votos     | %     | Bancas | Candidatos |
| --------------------- | ----------------------------------------------- | --------- | ----- | ------ | --- |
|                       | Frente Progresista, Cívico y Social             | 790.927   | 50,30 | 28/50  | Ver candidatos: 1. Carlos Fascendini (UCR) 2. Eduardo Alfredo di Pollina (PS) 3. Alicia Verónica Gutiérrez (CC-ARI) 4. Gabriel Edgardo Real (PDP) 5. Inés Angélica Bertero (PS) 6. Santiago Ángel Mascheroni (UCR) 7. Sergio Clodolfo Liberati (PS) 8. Raúl Alberto Lamberto (PS) 9. Lucrecia Beatriz Aranda (PS) 10. Víctor Hugo Dadomo (UCR) 11. Mónica Cecilia Peralta (GEN) 12. José María Tessa (CC-ARI) 13. Mario Drisun (PS) 14. Analía Lilian Schpeir (UCR) 15. Luis Alberto Mauri (PDP) 16. Joaquín Francisco Alfonso Blanco (PS) 17. Darío Alberto Boscarol (UCR) 18. María Cristina Fregoni (PS) 19. Leonardo Javier Simoniello (UCR) 20. Nidia Alicia Aurora Goncebat (PS) 21. Pablo Javkin (CC-ARI) 22. Alfredo Oscar Menna (UCR) 23. Osvaldo Héctor del Valle Fatala (PS) 24. Estela Rosa Méndez (PDP) 25. Antonio Sabino Riestra (PARES) 26. Marcelo José Brignoni (EDE) 27. Alicia Noemí Perna (UCR) 28. Hugo Marcucci (UCR) |
|                       | Frente para la Victoria                         | 660.217   | 41,98 | 22/50  | Ver candidatos: 1. Alberto Nazareno Hammerly 2. Roberto Federico Reuteman 3. Silvina Patricia Frana 4. Norberto Reynaldo Nicotra 5. Luis Daniel Rubeo 6. Graciela Beatriz Bonomelli 7. Ricardo Miguel Peirone 8. Silvia Susana de Cesaris 9. Mario Alfredo Lacava 10. Marcelo Luis Gastaldi 11. Alberto Daniel Monti 12. Rosario Guadalupe Cristiani 13. Oscar Daniel Urruty 14. Enrique Emilio Marín 15. Victoria Ramírez 16. Jorge Alberto Lagna 17. Claudia Alejandra Saldaña 18. Gerardo Rico 19. Adrián Manuel Augusto Simil 20. Alberto Carlos Cejas 21. Alejandra Vucasovich 22. Marcelo Darío Scataglini 23. Martín Julio Ángel Labbe 24. María Anahí Raiano 25. Rubén Héctor Michlig 26. María Concepción Lazzaro 27. Sergio Pérez 28. Fulbia Marina Schervinski |
|                       | Unión Cívica Radical                            | 48.147    | 3,06  | 0/50   | Ver candidatos: 1. Edgardo Luis Martino 2. Juan Carlos Abbondanzieri 3. Martha Noemí Vázquez 4. Amadeo Mario Pezzuti 5. Roberto Bereciartúa 6. María Laura Spina 7. Fernando Abelardo Dagatti 8. Patricia María A. Oliva 9. Rodolfo Andrés Giacosa 10. Stella Maris Godano 11. Flavio José Raschella 12. Oscar Hugo N. Faraoni 13. José Ramón Torterola 14. Pablo Leonel Saibene 15. Ana María Almada 16. Sebastián Luis Cáceres 17. Silvina Paula Joffre 18. Elsa Aide Cicilin 19. Ramón Alberto Britos 20. Raúl Osvaldo Sánchez 21. Ana Rosa T. Cortassa 22. Juan Julio C. Rehling 23. Norberto José Ruffino 24. Liliana Isabel Navas 25. Jorge Carlos Pugliese 26. Marcelo Ariel Bustos 27. Hilda Nélida A. Ramírez 28. Griselda Beatriz Contreras |
|                       | Jubilados y Jóvenes                             | 11.897    | 0,76  | 0/50   | Ver candidatos: 1. Enrique Manuel Estévez 2. Mabel Rita Rodríguez 3. Oscar Alberto Córdoba 4. Juan Carlos Yebra 5. Ángel Ayala 6. Graciana Ina Bonifazi 7. Hugo Atilio Bonetto 8. Jorge Roberto Sales 9. Silvina Beatriz Galván 10. Alberto Herminio Tieppo 11. Germán Diego Luciani 12. Deolinda Elisabet Méndez 13. Rubén Alberto Sotelo 14. Marcelo Héctor de Luca 15. Jorgelina Lorena Agatti 16. Luis Eduardo Páez 17. Walter Rodolfo Ramírez 18. María Teresa Cisera 19. Patricia Andrea Medicina 20. Santo Pablo Toloza 21. Carina Antonia Aguiar 22. Gustavo José Bianchi 23. Danilo Mateo 24. María Inés Hilgert 25. José Rubén Velázquez 26. María Itatí Carrizo 27. Ivanna Daniela Russo 28. Eugenio Rotela |
|                       | Confluencia Santafesina                         | 11.233    | 0,71  | 0/50   | Ver candidatos: 1. Gabriel Antonio Amaro Zarate 2. Lucrecia María del Huerto Faccioli 3. Otmar Daniel Calori 4. Ana María Bolaño 5. Aldo Eladio Llanes 6. Rosana Beatriz Álvarez 7. Julia Luisa Rafaniello 8. Susana Graciela Navarro 9. Carlos Ernesto Carbajo 10. Ana Carolina Díaz 11. Roberto Jorge Rocha 12. Antonino Petronio 13. Celia Garay 14. Carlos G. R. Velloso Colombres 15. Ariel Martín Gabutti 16. María Hortencia Villani 17. Patricia Noemí García 18. Víctor Alberto Berrutti 19. Máximo Baltazar Albarenga 20. Adrián Alejandro Soto 21. María del Carmen de Franco 22. Mirta Beatriz Ayala 23. Dionisia Rita Bustamante 24. Alfredo Landriel 25. Mariana Isabel Riquelme 26. Rodolfo Ricardo Rodríguez 27. Marcelo Alejandro Lavios 28. Ángel Nicolás Díaz |
|                       | Partido Humanista                               | 10.274    | 0,65  | 0/50   | Ver candidatos: 1. Gabriel Luis Parnisari 2. Gustavo Fabián Saavedra Colman 3. María Cecilia Aguirre 4. René Oscar Caro 5. Gabriel Alejandro Gómez 6. Maricel Evangelina Auriti 7. Roque Severo Campos 8. Alfredo Mario Wehrli 9. Esther Antonia Julia Zamboni 10. María del Carmen Secreto 11. Claudia Beatriz Aglieri 12. Milena Paola Pividori 13. Leonilde Marta Massera 14. Leonardo Raúl Testoni 15. María Luján del Corripio 16. Héctor Oscar Leiva 17. Mauricio Martín Manzano 18. María Rosa Cabral 19. Raúl Oscar Rosell 20. Juliana Marconi 21. Lucrecia Soledad Martín 22. Jorgelina Fernanda Lo Zito 23. Regina Zunilda Beatriz Rodríguez 24. Maximiliano Mantinian 25. Flavio Ariel Pissinis 26. Cristian Eduardo José Berardi 27. Sandra Patricia Ruiz 28. Paola Yanina Perello |
|                       | Partido de Participación Popular                | 10.008    | 0,64  | 0/50   | Ver candidatos: 1. Julio Guillermo Ricce Mansilla 2. Oscar Enrique Collins 3. Sara Ramona Díaz 4. Susana Inés Scoccia 5. Mauricio Sebastián Coggiola 6. Daniela Evangelina Garetto 7. Ernesto Orfilio Nardoni 8. Laura Beatriz Vignatti 9. Mario Luis Taboada 10. María Cristina Sambrano 11. Matías Castagnino 12. Noemí Ángela Bianchi 13. Graciela Teresita Bellini 14. Ismael Emilio Martínez 15. Norma Juana Rodríguez 16. María Elena Pereyra 17. Víctor Hugo Vargas 18. Héctor Raúl Barberan 19. Elba Haydee Caballero 20. Gerardo Martín Muga 21. Roberto Natalio Manti 22. Stella María Graglia 23. Fabián Osvaldo Ramos 24. Manuel Aníbal Mejía Saldaña 25. Mónica Raquel Cerrone 26. Juan Ramón Gómez 27. Emma Yolanda Carrizo 28. Miguel Ángel Carranza |
|                       | Partido Obrero                                  | 9.761     | 0,62  | 0/50   | Ver candidatos: 1. Edmundo Enrique Finkelstein 2. Cristian Samuel Tonarelli 3. Luciana Lorena Prado Froyen 4. María del Carmen Arominio 5. Esilda Clotilde Quiroga 6. Luciano Jesús Cáceres 7. Claudia Noemí El Massri 8. Alejandro Manuel Castillo 9. María Beatriz Citara 10. Adriana Elena Escalante 11. Sergio Nicolás Paglioni 12. Diego Alejandro Blanco 13. Daniel Adrián González 14. Guillermo Gómez 15. Beatriz María de Luján Heredia 16. Lorenzo Casco 17. Osvaldo Javier Morales 18. César Luis Ojeda 19. María Natalia Seveso 20. Paula Carolina Verna 21. Anabel Sandra Varela 22. Martín Fernando Contrera 23. Alberto Horacio Méndez 24. José Alberto Fernández 25. María Mercedes Zanga 26. Héctor Carlos Kellemberger 27. Sergio Jesús Lanaro 28. Andrés Pereyra |
|                       | Movimiento Socialista de los Trabajadores       | 7.280     | 0,46  | 0/50   | Ver candidatos: 1. Fernando Gustavo Armas 2. Facundo Martín Fernández 3. Alicia Raquel Tome 4. Roberto Andrés Vaghi 5. Mónica Alejandra García 6. Lisandro Carlos Brusco 7. Rodrigo Martín Giménez 8. Patricia Antonia Carrel 9. Héctor Francisco Ferreira 10. Juan Manuel Carranza 11. Josefa María Gladys Barberio 12. Carlos Antonio Romero 13. Javier Alejo Ruiz Silva 14. Zulma Bibiana Casas 15. Gabriela Rita Canzani 16. Alcides Ramón Vaca 17. Mario Daniel Pira 18. Francisca Elena Leyes 19. Juan Carlos Acevedo 20. María del Carmen Aranda 21. Norberto Victorio Vallejos 22. Jorge Rolando Fernández 23. Elfrida Emilse Cuevas 24. Rubén Oscar González 25. Gilberto Antonio Bruno 26. Haydee Ester Carrel 27. Ramón Alejandro Acebedo 28. Juan Carlos Fernández |
|                       | Frente de Agrupaciones Políticas Autoconvocadas | 5.043     | 0,32  | 0/50   | Ver candidatos: 1. Gabriela Alejandra Hernández 2. Diana Graciela Schenquer 3. Graciela del Rosario Romero 4. Gladys del Carmen Martínez 5. Pablo González 6. Ramón Oscar Arévalo 7. María Jimena Aguirre Ankenbrand 8. Liliana Elena Quijano 9. Cristina Farías 10. Ramona Santa Sandoval 11. Genaro Manuel Goitía 12. Delia Geroma Peralta 13. Alicia Liliana Avellaneda 14. Marcelo Daniel R. Cornaglia 15. Ricardo Duilio Roverano 16. Rodrigo Gastón González 17. Patricia Estela Germone 18. Juan Alberto Rolan 19. Juan Carlos Rossetti 20. Domingo Javier Molina 21. Leonardo Martín Ojeda 22. Diego Andrés Ruatta 23. Mauro Alejandro Peralta 24. Melisa Valeria Mangiaterra 25. Marta Susana Jordanoff 26. Oscar Víctor Badia 27. José Luis Pereyra 28. Delia Susana Sosa |
|                       | Movimiento por la Dignidad y la Independencia   | 4.329     | 0,28  | 0/50   | Ver candidatos: 1. Susana Noemí Inza 2. Beatriz Ana Brouwer 3. Marcela Viviana Giraudo 4. Miguel Ángel Prado 5. Beatriz Amelia Scarafia 6. Jorge Oscar Salva 7. Natalia Lorena López 8. Luis Clementino Jesús Silva 9. Patricia Alejandra Giordelli 10. Juan Vicente Dadamo 11. Miguel Ángel Mendoza 12. Lorena Soledad Zumoffen 13. Danilo Damián Fabbro 14. Marcelo Fabián Dadamo 15. Rosa Graciela Saucedo 16. Ana María Fernández 17. Omar Ramón Domingo González 18. Nora Isabel Pérez 19. Daniel Raúl Atencio 20. Javier Ignacio Echevarría 21. Norma Liria Molina 22. Pedro Darío Navarro 23. Aldo Antonio Álvarez 24. Ana María Mellano 25. Fernanda Villarreal 26. Dora Irma Cordero 27. Sara Nicolasa López 28. Jorge Eduardo Westergaard |
|                       | Partido Autonomista de Santa Fe                 | 3.456     | 0,22  | 0/50   | Ver candidatos: 1. Víctor Hugo Maolo 2. Claudia de los Milagros Ramos Mondolo 3. Jorge Ariel Ilincheta 4. Ariel Carlos Jokanovich 5. José Antonio Alem 6. Viviana Noemí del Popolo 7. Daniel Oscar Fernández 8. Lauro Oscar Solís 9. Edelvis María Angulo 10. Andrés Petruk 11. Nicolás Miño 12. Clelia Susana Lunz 13. Humberto E. Díaz 14. Alberto Carmelo Ignogna 15. María Inés Toloza 16. Roque Raúl Saucedo 17. Mauricio Martín Romero 18. Susana Hilda Escobar 19. Claudio Martín Barbero 20. María José Bravo 21. Nélida Elva Dupertuis 22. Orlando Aníbal Bistman 23. Salvador Abel del Barco 24. Lilia Beatriz Turolo 25. Cristian Adrián Sen 26. Lelio Tomás Vega 27. Gladys Catalina Beatriz del Barco 28. Elba Elena Silenzi |
| Votos positivos       | Votos positivos                                 | 1.572.572 | 87,80 |        | |
| Votos en blanco       | Votos en blanco                                 | 201.891   | 11,27 |        | |
| Votos nulos           | Votos nulos                                     | 16.711    | 0,93  |        | |
| Participación         | Participación                                   | 1.791.174 | 77,04 |        | |
| Electores registrados | Electores registrados                           | 2.325.135 | 100   |        | |
| Fuente:               |                                                 |           |       |        | |

### Cámara de Senadores
| Partido/Alianza       | Partido/Alianza                                 | Votos     | %     | Bancas |
| --------------------- | ----------------------------------------------- | --------- | ----- | ------ |
|                       | Frente Progresista, Cívico y Social             | 772.122   | 49,48 | 5/19   |
|                       | Frente para la Victoria                         | 674.430   | 43,22 | 13/19  |
|                       | Unión Cívica Radical                            | 48.667    | 3,12  | 1/19   |
|                       | Jubilados y Jóvenes                             | 11.897    | 0,76  |        |
|                       | Partido de Participación Popular                | 11.833    | 0,76  |        |
|                       | Partido Humanista                               | 10.128    | 0,65  |        |
|                       | Partido Obrero                                  | 8.336     | 0,53  |        |
|                       | Movimiento Socialista de los Trabajadores       | 6.664     | 0,43  |        |
|                       | Frente de Agrupaciones Políticas Autoconvocadas | 5.254     | 0,34  |        |
|                       | Movimiento por la Dignidad y la Independencia   | 4.356     | 0,28  |        |
|                       | Partido Autonomista de Santa Fe                 | 3.261     | 0,21  |        |
|                       | Confluencia Santafesina                         | 3.193     | 0,20  |        |
|                       | Partido de los Trabajadores Socialistas         | 208       | 0,01  |        |
|                       | Frente para el Cambio                           | 24        | 0,00  |        |
| Votos positivos       | Votos positivos                                 | 1.560.373 | 87,11 |        |
| Votos en blanco       | Votos en blanco                                 | 213.787   | 11,94 |        |
| Votos nulos           | Votos nulos                                     | 17.014    | 0,95  |        |
| Participación         | Participación                                   | 1.740.754 | 74,87 |        |
| Electores registrados | Electores registrados                           | 2.325.135 | 100   |        |
| Fuente:               |                                                 |           |       |        |

#### Resultados por departamentos
| Belgrano 1 Senador                     | Belgrano 1 Senador | Belgrano 1 Senador                              | Belgrano 1 Senador | Belgrano 1 Senador |
| Candidato                              | Partido/Alianza    | Partido/Alianza                                 | Votos              | %                  |
| -------------------------------------- | ------------------ | ----------------------------------------------- | ------------------ | ------------------ |
| Alberto Crossetti                      |                    | Frente para la Victoria                         | 14.533             | 63,67              |
| Jorge Rubén Carluchio                  |                    | Frente Progresista, Cívico y Social             | 5.545              | 24,49              |
| Nélida María Santilli                  |                    | Unión Cívica Radical                            | 2.184              | 9,57               |
| Liliana Cirila del Pilar Peralta       |                    | Jubilados y Jóvenes                             | 109                | 0,48               |
| Betiana Elina Sorti                    |                    | Partido Humanista                               | 106                | 0,46               |
| María Alejandra Cabral                 |                    | Partido Obrero                                  | 93                 | 0,41               |
| Guillermo Mario Ferreira               |                    | Partido Autonomista de Santa Fe                 | 80                 | 0,35               |
| Susana Esther Trombettoni              |                    | Frente de Agrupaciones Políticas Autoconvocadas | 68                 | 0,30               |
| Humberto Rafael Viozzi                 |                    | Partido de Participación Popular                | 58                 | 0,25               |
| Luis Ceveriano Ponce                   |                    | Movimiento por la Dignidad y la Independencia   | 50                 | 0,22               |
| Votos positivos                        | Votos positivos    | Votos positivos                                 | 22.826             | 85,35              |
| Votos en blanco                        | Votos en blanco    | Votos en blanco                                 | 3.899              | 14,58              |
| Votos nulos                            | Votos nulos        | Votos nulos                                     | 20                 | 0,07               |
| Total de votos                         | Total de votos     | Total de votos                                  | 26.745             | 100                |
| Caseros 1 Senador                      |                    |                                                 |                    |                    |
| Candidato                              | Partido/Alianza    | Partido/Alianza                                 | Votos              | %                  |
| Eduardo Daniel Rosconi                 |                    | Frente para la Victoria                         | 23.308             | 49,21              |
| Jorge Mario Álvarez (UCR)              |                    | Frente Progresista, Cívico y Social             | 22.144             | 46,76              |
| Guillermo Juan Franchella              |                    | Unión Cívica Radical                            | 550                | 1,16               |
| Marcelo Fabián Frontini                |                    | Jubilados y Jóvenes                             | 267                | 0,56               |
| Alberto Alfredo Barchetta              |                    | Partido Autonomista de Santa Fe                 | 265                | 0,56               |
| Stella Maris Iriel                     |                    | Partido de los Trabajadores Socialistas         | 208                | 0,44               |
| Gerardo Antonio Ochoa                  |                    | Partido Humanista                               | 164                | 0,35               |
| Rafael Nicolás Damiani                 |                    | Partido Obrero                                  | 152                | 0,32               |
| Omar Fabián Sierra                     |                    | Frente de Agrupaciones Políticas Autoconvocadas | 114                | 0,24               |
| Beatriz María Ulbrich                  |                    | Partido de Participación Popular                | 103                | 0,22               |
| Ariel Antonio Pizzicotti               |                    | Movimiento por la Dignidad y la Independencia   | 86                 | 0,18               |
| Votos positivos                        | Votos positivos    | Votos positivos                                 | 47.361             | 90,38              |
| Votos en blanco                        | Votos en blanco    | Votos en blanco                                 | 4.703              | 8,97               |
| Votos nulos                            | Votos nulos        | Votos nulos                                     | 338                | 0,65               |
| Total de votos                         | Total de votos     | Total de votos                                  | 52.402             | 100                |
| Castellanos 1 Senador                  |                    |                                                 |                    |                    |
| Candidato                              | Partido/Alianza    | Partido/Alianza                                 | Votos              | %                  |
| Alcides Lorenzo Calvo                  |                    | Frente para la Victoria                         | 41.651             | 51,98              |
| Gonzalo Roberto Ceferino Toselli (GEN) |                    | Frente Progresista, Cívico y Social             | 33.076             | 41,28              |
| Luis María Telesco                     |                    | Unión Cívica Radical                            | 2.041              | 2,55               |
| Adela E. San Román                     |                    | Partido Humanista                               | 1.621              | 2,02               |
| Pedro Héctor Pérez                     |                    | Jubilados y Jóvenes                             | 696                | 0,87               |
| Rubén Daniel Ibarra                    |                    | Frente de Agrupaciones Políticas Autoconvocadas | 309                | 0,39               |
| Andrés Romualdo Mingo                  |                    | Movimiento Socialista de los Trabajadores       | 308                | 0,38               |
| Dolores Josefa Godoy                   |                    | Partido Autonomista de Santa Fe                 | 224                | 0,28               |
| José Ernesto Olivio Boasso             |                    | Partido de Participación Popular                | 195                | 0,24               |
| Valeria Beatriz Caro                   |                    | Movimiento por la Dignidad y la Independencia   | 1                  | 0,00               |
| Votos positivos                        | Votos positivos    | Votos positivos                                 | 80.122             | 85,79              |
| Votos en blanco                        | Votos en blanco    | Votos en blanco                                 | 12.296             | 13,17              |
| Votos nulos                            | Votos nulos        | Votos nulos                                     | 975                | 1,04               |
| Total de votos                         | Total de votos     | Total de votos                                  | 93.393             | 100                |
| Constitución 1 Senador                 |                    |                                                 |                    |                    |
| Candidato                              | Partido/Alianza    | Partido/Alianza                                 | Votos              | %                  |
| Héctor Manuel Aquino (UCR)             |                    | Frente Progresista, Cívico y Social             | 23.498             | 51,48              |
| Jorge Raúl G. Malugani                 |                    | Frente para la Victoria                         | 19.826             | 43,44              |
| Ariel Fabián Gómez                     |                    | Unión Cívica Radical                            | 520                | 1,14               |
| Walter D. Olivera                      |                    | Jubilados y Jóvenes                             | 473                | 1,04               |
| Amílcar Mario Tiberio                  |                    | Partido Autonomista de Santa Fe                 | 352                | 0,77               |
| Carlos Eugenio Montini                 |                    | Partido de Participación Popular                | 227                | 0,50               |
| Miguel Torres                          |                    | Partido Obrero                                  | 221                | 0,48               |
| Margarita Silvia Sevilla               |                    | Partido Humanista                               | 198                | 0,43               |
| Mónica Beatriz Sánchez                 |                    | Frente de Agrupaciones Políticas Autoconvocadas | 144                | 0,32               |
| Miguel Ángel Frutos                    |                    | Movimiento por la Dignidad y la Independencia   | 174                | 0,38               |
| Roberto Francisco Luna                 |                    | Movimiento Socialista de los Trabajadores       | 11                 | 0,02               |
| Votos positivos                        | Votos positivos    | Votos positivos                                 | 45.644             | 84,28              |
| Votos en blanco                        | Votos en blanco    | Votos en blanco                                 | 8.074              | 14,91              |
| Votos nulos                            | Votos nulos        | Votos nulos                                     | 442                | 0,82               |
| Total de votos                         | Total de votos     | Total de votos                                  | 51.160             | 100                |
| Garay 1 Senador                        |                    |                                                 |                    |                    |
| Candidato                              | Partido/Alianza    | Partido/Alianza                                 | Votos              | %                  |
| Ricardo Adolfo Kaufmann                |                    | Frente para la Victoria                         | 4.858              | 46,68              |
| Marta Graciela Nardoni (PS)            |                    | Frente Progresista, Cívico y Social             | 3.933              | 37,79              |
| César Pablo Nichea                     |                    | Unión Cívica Radical                            | 1.372              | 13,18              |
| Juan Antonio Botta                     |                    | Jubilados y Jóvenes                             | 124                | 1,19               |
| Raúl Andrés Álvarez                    |                    | Partido Autonomista de Santa Fe                 | 39                 | 0,37               |
| Ricardo Daniel Cariaga                 |                    | Frente de Agrupaciones Políticas Autoconvocadas | 35                 | 0,34               |
| Carina Rut González                    |                    | Movimiento por la Dignidad y la Independencia   | 29                 | 0,28               |
| Eduardo Osmar Pignata                  |                    | Partido de Participación Popular                | 18                 | 0,17               |
| Votos positivos                        | Votos positivos    | Votos positivos                                 | 10.408             | 90,43              |
| Votos en blanco                        | Votos en blanco    | Votos en blanco                                 | 1.073              | 9,32               |
| Votos nulos                            | Votos nulos        | Votos nulos                                     | 28                 | 0,24               |
| Total de votos                         | Total de votos     | Total de votos                                  | 11.509             | 100                |
| General López 1 Senador                |                    |                                                 |                    |                    |
| Candidato                              | Partido/Alianza    | Partido/Alianza                                 | Votos              | %                  |
| Ricardo Adrián Spinozzi                |                    | Frente para la Victoria                         | 49.876             | 50,53              |
| Juan Enrique Lombardi (GEN)            |                    | Frente Progresista, Cívico y Social             | 44.473             | 45,06              |
| Ariel Eduardo Revelant                 |                    | Unión Cívica Radical                            | 2.069              | 2,10               |
| Alicia Mabel Acuña                     |                    | Jubilados y Jóvenes                             | 585                | 0,59               |
| Ivana María Bigotti                    |                    | Partido Humanista                               | 385                | 0,39               |
| Jorge Andrés Palarich                  |                    | Movimiento Socialista de los Trabajadores       | 372                | 0,38               |
| Estela Luján Gaitán                    |                    | Frente de Agrupaciones Políticas Autoconvocadas | 280                | 0,28               |
| Diego A. Battista                      |                    | Partido Autonomista de Santa Fe                 | 270                | 0,27               |
| Carlos Herman Capretto                 |                    | Partido de Participación Popular                | 254                | 0,26               |
| Sergio José Riera                      |                    | Movimiento por la Dignidad y la Independencia   | 135                | 0,14               |
| Votos positivos                        | Votos positivos    | Votos positivos                                 | 98.699             | 87,56              |
| Votos en blanco                        | Votos en blanco    | Votos en blanco                                 | 13.550             | 12,02              |
| Votos nulos                            | Votos nulos        | Votos nulos                                     | 476                | 0,42               |
| Total de votos                         | Total de votos     | Total de votos                                  | 112.725            | 100                |
| General Obligado 1 Senador             |                    |                                                 |                    |                    |
| Candidato                              | Partido/Alianza    | Partido/Alianza                                 | Votos              | %                  |
| Federico Gustavo Pezz (UCR)            |                    | Frente Progresista, Cívico y Social             | 42.874             | 48,78              |
| Héctor Nazario Ocampo                  |                    | Frente para la Victoria                         | 37.959             | 43,19              |
| Bernardo Darío Vega                    |                    | Partido de Participación Popular                | 4.467              | 5,08               |
| Sergio Horacio Joffre                  |                    | Unión Cívica Radical                            | 1.305              | 1,48               |
| Rubén Horacio Mordini                  |                    | Frente de Agrupaciones Políticas Autoconvocadas | 320                | 0,36               |
| Adela Gómez                            |                    | Partido Obrero                                  | 270                | 0,31               |
| Ciriaco Aquino                         |                    | Movimiento Socialista de los Trabajadores       | 252                | 0,29               |
| Víctor Adrián Zaragoza                 |                    | Jubilados y Jóvenes                             | 250                | 0,28               |
| Saturnina Argüello                     |                    | Partido Humanista                               | 194                | 0,22               |
| Votos positivos                        | Votos positivos    | Votos positivos                                 | 87.891             | 93,35              |
| Votos en blanco                        | Votos en blanco    | Votos en blanco                                 | 5.810              | 6,17               |
| Votos nulos                            | Votos nulos        | Votos nulos                                     | 448                | 0,48               |
| Total de votos                         | Total de votos     | Total de votos                                  | 94.149             | 100                |
| Iriondo 1 Senador                      |                    |                                                 |                    |                    |
| Candidato                              | Partido/Alianza    | Partido/Alianza                                 | Votos              | %                  |
| Norberto Juan Betique                  |                    | Frente para la Victoria                         | 18.214             | 53,01              |
| Mónica Albonico (PS)                   |                    | Frente Progresista, Cívico y Social             | 13.003             | 37,84              |
| Hugo Jesús Rasetto                     |                    | Unión Cívica Radical                            | 2.176              | 6,33               |
| Marcelo Roberto Gentile                |                    | Partido Humanista                               | 208                | 0,61               |
| Eduardo Oscar Corbalán                 |                    | Jubilados y Jóvenes                             | 182                | 0,53               |
| María Carmen Gauna                     |                    | Partido Obrero                                  | 135                | 0,39               |
| Jorge Osvaldo Cuello                   |                    | Movimiento Socialista de los Trabajadores       | 118                | 0,34               |
| Gladis Marta Funes                     |                    | Frente de Agrupaciones Políticas Autoconvocadas | 109                | 0,32               |
| Gerardo Ramón Mansilla                 |                    | Partido de Participación Popular                | 76                 | 0,22               |
| Julia Ester Magni                      |                    | Partido Autonomista de Santa Fe                 | 75                 | 0,22               |
| Walterio Antonio Conti                 |                    | Movimiento por la Dignidad y la Independencia   | 64                 | 0,19               |
| Votos positivos                        | Votos positivos    | Votos positivos                                 | 34.361             | 84,45              |
| Votos en blanco                        | Votos en blanco    | Votos en blanco                                 | 6.221              | 15,29              |
| Votos nulos                            | Votos nulos        | Votos nulos                                     | 106                | 0,26               |
| Total de votos                         | Total de votos     | Total de votos                                  | 40.688             | 100                |
| La Capital 1 Senador                   |                    |                                                 |                    |                    |
| Candidato                              | Partido/Alianza    | Partido/Alianza                                 | Votos              | %                  |
| Juan Carlos Mercier                    |                    | Frente para la Victoria                         | 104.371            | 48,22              |
| Noelia Paulina Montaño (CC-ARI)        |                    | Frente Progresista, Cívico y Social             | 97.290             | 44,95              |
| José Luis Sañudo                       |                    | Unión Cívica Radical                            | 4.852              | 2,24               |
| Eduardo Daniel Paolantonio             |                    | Partido Humanista                               | 2.157              | 1,00               |
| Diego José Sagardia                    |                    | Jubilados y Jóvenes                             | 2.115              | 0,98               |
| Javier Fernando Tell                   |                    | Partido Obrero                                  | 1.678              | 0,78               |
| Isabel Dominga Lobos                   |                    | Movimiento Socialista de los Trabajadores       | 1.220              | 0,56               |
| Mónica Silvia Falcone                  |                    | Frente de Agrupaciones Políticas Autoconvocadas | 1.028              | 0,47               |
| Inés Cristina Rivero                   |                    | Partido de Participación Popular                | 828                | 0,38               |
| Oscar Ramón Cardozo                    |                    | Movimiento por la Dignidad y la Independencia   | 415                | 0,19               |
| Mario Atilio Deschi                    |                    | Partido Autonomista de Santa Fe                 | 461                | 0,21               |
| Ricardo Ernesto Lehrke                 |                    | Frente para el Cambio                           | 24                 | 0,01               |
| Votos positivos                        | Votos positivos    | Votos positivos                                 | 216.439            | 77,36              |
| Votos en blanco                        | Votos en blanco    | Votos en blanco                                 | 58.989             | 21,08              |
| Votos nulos                            | Votos nulos        | Votos nulos                                     | 4.361              | 1,56               |
| Total de votos                         | Total de votos     | Total de votos                                  | 279.789            | 100                |
| Las Colonias 1 Senador                 |                    |                                                 |                    |                    |
| Candidato                              | Partido/Alianza    | Partido/Alianza                                 | Votos              | %                  |
| Rubén Regis Pirola                     |                    | Frente para la Victoria                         | 28.846             | 52,38              |
| Jorge Alberto Placenzotti (UCR)        |                    | Frente Progresista, Cívico y Social             | 24.615             | 44,70              |
| Javier Antonio Marinoni                |                    | Jubilados y Jóvenes                             | 387                | 0,70               |
| Edgardo José Martino                   |                    | Frente de Agrupaciones Políticas Autoconvocadas | 379                | 0,69               |
| María Cristina Lisi                    |                    | Partido de Participación Popular                | 361                | 0,66               |
| Omar Orlando Aranda                    |                    | Partido Humanista                               | 210                | 0,38               |
| Norberto Francisco Fernández           |                    | Movimiento Socialista de los Trabajadores       | 148                | 0,27               |
| Rubén Darío Krohling                   |                    | Partido Autonomista de Santa Fe                 | 125                | 0,23               |
| Votos positivos                        | Votos positivos    | Votos positivos                                 | 55.071             | 89,17              |
| Votos en blanco                        | Votos en blanco    | Votos en blanco                                 | 6.312              | 10,22              |
| Votos nulos                            | Votos nulos        | Votos nulos                                     | 376                | 0,61               |
| Total de votos                         | Total de votos     | Total de votos                                  | 61.759             | 100                |
| Nueve de Julio 1 Senador               |                    |                                                 |                    |                    |
| Candidato                              | Partido/Alianza    | Partido/Alianza                                 | Votos              | %                  |
| Hugo Francisco Terré                   |                    | Frente para la Victoria                         | 8.569              | 58,43              |
| Alberto Nicolás Vallejos (UCR)         |                    | Frente Progresista, Cívico y Social             | 4.720              | 32,19              |
| Américo César Duarte                   |                    | Unión Cívica Radical                            | 922                | 6,29               |
| Francis Leonor Ciotti                  |                    | Partido de Participación Popular                | 153                | 1,04               |
| María Cecilia Díaz                     |                    | Partido Obrero                                  | 112                | 0,76               |
| Miguel Ángel Redondo                   |                    | Frente de Agrupaciones Políticas Autoconvocadas | 78                 | 0,53               |
| Nélida Damiana Avayai                  |                    | Jubilados y Jóvenes                             | 63                 | 0,43               |
| Renee Giromini                         |                    | Partido Autonomista de Santa Fe                 | 48                 | 0,33               |
| Votos positivos                        | Votos positivos    | Votos positivos                                 | 14.665             | 94,57              |
| Votos en blanco                        | Votos en blanco    | Votos en blanco                                 | 760                | 4,90               |
| Votos nulos                            | Votos nulos        | Votos nulos                                     | 82                 | 0,53               |
| Total de votos                         | Total de votos     | Total de votos                                  | 15.507             | 100                |
| Rosario 1 Senador                      |                    |                                                 |                    |                    |
| Candidato                              | Partido/Alianza    | Partido/Alianza                                 | Votos              | %                  |
| Juan Carlos Zabalza (PS)               |                    | Frente Progresista, Cívico y Social             | 354.394            | 60,06              |
| Silvia Rosa Simoncini                  |                    | Frente para la Victoria                         | 199.486            | 33,81              |
| Carlos Alberto Lorenzo                 |                    | Unión Cívica Radical                            | 9.813              | 1,66               |
| Miguel Ángel Gómez                     |                    | Jubilados y Jóvenes                             | 4.384              | 0,74               |
| Silvia Cristina Coronel                |                    | Partido Obrero                                  | 4.167              | 0,71               |
| Víctor Hugo Barrera                    |                    | Partido Humanista                               | 4.056              | 0,69               |
| Verónica Elena de Laurentis            |                    | Movimiento Socialista de los Trabajadores       | 3.543              | 0,60               |
| Ermenegildo Velásquez                  |                    | Movimiento por la Dignidad y la Independencia   | 3.009              | 0,51               |
| Carlos Dante Exequiel Sosa             |                    | Confluencia Santafesina                         | 2.315              | 0,39               |
| Cristian Gabriel Aleart                |                    | Partido de Participación Popular                | 2.206              | 0,37               |
| Marcelo Pablo Colonnello               |                    | Frente de Agrupaciones Políticas Autoconvocadas | 1.528              | 0,26               |
| Edgardo Antonio di Rado                |                    | Partido Autonomista de Santa Fe                 | 1.201              | 0,20               |
| Votos positivos                        | Votos positivos    | Votos positivos                                 | 590.102            | 89,52              |
| Votos en blanco                        | Votos en blanco    | Votos en blanco                                 | 61.082             | 9,27               |
| Votos nulos                            | Votos nulos        | Votos nulos                                     | 7.964              | 1,21               |
| Total de votos                         | Total de votos     | Total de votos                                  | 659.148            | 100                |
| San Cristóbal 1 Senador                |                    |                                                 |                    |                    |
| Candidato                              | Partido/Alianza    | Partido/Alianza                                 | Votos              | %                  |
| Felipe Michlig                         |                    | Unión Cívica Radical                            | 17.526             | 47,14              |
| Rodolfo Keller                         |                    | Frente para la Victoria                         | 16.160             | 43,47              |
| Carlos César Cartas (UCR)              |                    | Frente Progresista, Cívico y Social             | 2.911              | 7,83               |
| Néstor Ceferino Bertholt               |                    | Frente de Agrupaciones Políticas Autoconvocadas | 184                | 0,49               |
| Mario Hernán Bertero Risso             |                    | Jubilados y Jóvenes                             | 116                | 0,31               |
| Sergio Darío Massera                   |                    | Partido Humanista                               | 113                | 0,30               |
| Hernán Ricardo Martina                 |                    | Movimiento Socialista de los Trabajadores       | 95                 | 0,26               |
| Carlos Enrique Gasparri                |                    | Partido de Participación Popular                | 67                 | 0,19               |
| María Esther Barbaresco                |                    | Partido Obrero                                  | 5                  | 0,01               |
| Votos positivos                        | Votos positivos    | Votos positivos                                 | 37.177             | 93,90              |
| Votos en blanco                        | Votos en blanco    | Votos en blanco                                 | 2.252              | 5,69               |
| Votos nulos                            | Votos nulos        | Votos nulos                                     | 164                | 0,41               |
| Total de votos                         | Total de votos     | Total de votos                                  | 39.593             | 100                |
| San Javier 1 Senador                   |                    |                                                 |                    |                    |
| Candidato                              | Partido/Alianza    | Partido/Alianza                                 | Votos              | %                  |
| José Ramón Baucero                     |                    | Frente para la Victoria                         | 8.157              | 49,47              |
| Luis A. Hernán                         |                    | Frente Progresista, Cívico y Social             | 7.921              | 48,04              |
| Rogelio José Benavides                 |                    | Unión Cívica Radical                            | 335                | 2,03               |
| Roberto Ricardo Ramírez                |                    | Jubilados y Jóvenes                             | 34                 | 0,21               |
| María Luisa Fernández                  |                    | Frente de Agrupaciones Políticas Autoconvocadas | 31                 | 0,19               |
| Argentino González                     |                    | Partido Autonomista de Santa Fe                 | 11                 | 0,07               |
| Votos positivos                        | Votos positivos    | Votos positivos                                 | 16.489             | 94,69              |
| Votos en blanco                        | Votos en blanco    | Votos en blanco                                 | 853                | 4,90               |
| Votos nulos                            | Votos nulos        | Votos nulos                                     | 72                 | 0,41               |
| Total de votos                         | Total de votos     | Total de votos                                  | 17.414             | 100                |
| San Jerónimo 1 Senador                 |                    |                                                 |                    |                    |
| Candidato                              | Partido/Alianza    | Partido/Alianza                                 | Votos              | %                  |
| Danilo Hugo José Capitani              |                    | Frente para la Victoria                         | 21.517             | 51,74              |
| Lisandro Aníbal Mana (PDP)             |                    | Frente Progresista, Cívico y Social             | 17.748             | 42,68              |
| Evangelina Elisa Castillo              |                    | Unión Cívica Radical                            | 973                | 2,34               |
| María Isabel Patai                     |                    | Partido de Participación Popular                | 314                | 0,76               |
| Cristian Oscar Vázquez                 |                    | Jubilados y Jóvenes                             | 245                | 0,59               |
| Claudia Marcela Zamboni                |                    | Partido Humanista                               | 162                | 0,39               |
| Carlos Rubén Sosa                      |                    | Movimiento por la Dignidad y la Independencia   | 159                | 0,38               |
| Mario Alberto Vega                     |                    | Partido Obrero                                  | 149                | 0,36               |
| José Alberto Strina                    |                    | Movimiento Socialista de los Trabajadores       | 144                | 0,35               |
| Ernesto Alberto Morales                |                    | Frente de Agrupaciones Políticas Autoconvocadas | 101                | 0,24               |
| Adrián Marcelo Camara                  |                    | Partido Autonomista de Santa Fe                 | 73                 | 0,18               |
| Votos positivos                        | Votos positivos    | Votos positivos                                 | 41.585             | 87,70              |
| Votos en blanco                        | Votos en blanco    | Votos en blanco                                 | 5.669              | 11,95              |
| Votos nulos                            | Votos nulos        | Votos nulos                                     | 166                | 0,35               |
| Total de votos                         | Total de votos     | Total de votos                                  | 47.420             | 100                |
| San Justo 1 Senador                    |                    |                                                 |                    |                    |
| Candidato                              | Partido/Alianza    | Partido/Alianza                                 | Votos              | %                  |
| Rodrigo Leandro Borla (UCR)            |                    | Frente Progresista, Cívico y Social             | 12.207             | 51,46              |
| Ricardo Dionisio Olivera               |                    | Frente para la Victoria                         | 11.002             | 46,38              |
| Celia Noemí Benítez                    |                    | Jubilados y Jóvenes                             | 256                | 1,08               |
| Carina Marcela Bortule                 |                    | Partido de Participación Popular                | 141                | 0,59               |
| Jorge Edgardo Ziganorsky               |                    | Frente de Agrupaciones Políticas Autoconvocadas | 41                 | 0,17               |
| Jesús María Paredes                    |                    | Movimiento Socialista de los Trabajadores       | 39                 | 0,16               |
| Marcelo Gabriel Tenaglia               |                    | Partido Autonomista de Santa Fe                 | 37                 | 0,16               |
| Votos positivos                        | Votos positivos    | Votos positivos                                 | 23.723             | 93,96              |
| Votos en blanco                        | Votos en blanco    | Votos en blanco                                 | 1.468              | 5,81               |
| Votos nulos                            | Votos nulos        | Votos nulos                                     | 58                 | 0,23               |
| Total de votos                         | Total de votos     | Total de votos                                  | 25.249             | 100                |
| San Lorenzo 1 Senador                  |                    |                                                 |                    |                    |
| Candidato                              | Partido/Alianza    | Partido/Alianza                                 | Votos              | %                  |
| Eduardo Horacio Galaretto (UCR)        |                    | Frente Progresista, Cívico y Social             | 37.162             | 46,91              |
| Armando Ramón Traferri                 |                    | Frente para la Victoria                         | 34.911             | 44,07              |
| Jorge Raúl Martínez                    |                    | Unión Cívica Radical                            | 2.029              | 2,56               |
| Erwin Santiago Durst                   |                    | Jubilados y Jóvenes                             | 1.398              | 1,76               |
| Miguel Ángel Martorell                 |                    | Partido Obrero                                  | 1.204              | 1,52               |
| Clelia Clementina Ferrari              |                    | Confluencia Santafesina                         | 878                | 1,11               |
| Gabriela Aiello                        |                    | Partido Humanista                               | 524                | 0,66               |
| Ricardo Jesús Marino                   |                    | Movimiento Socialista de los Trabajadores       | 358                | 0,45               |
| Fernando Gabriel Frutos                |                    | Frente de Agrupaciones Políticas Autoconvocadas | 333                | 0,42               |
| María Fernanda Molina                  |                    | Partido de Participación Popular                | 218                | 0,28               |
| Juan Carlos McCormik                   |                    | Movimiento por la Dignidad y la Independencia   | 204                | 0,26               |
| Votos positivos                        | Votos positivos    | Votos positivos                                 | 79.219             | 85,14              |
| Votos en blanco                        | Votos en blanco    | Votos en blanco                                 | 13.178             | 14,16              |
| Votos nulos                            | Votos nulos        | Votos nulos                                     | 650                | 0,70               |
| Total de votos                         | Total de votos     | Total de votos                                  | 93.047             | 100                |
| San Martín 1 Senador                   |                    |                                                 |                    |                    |
| Candidato                              | Partido/Alianza    | Partido/Alianza                                 | Votos              | %                  |
| Cristina Antonia Berra                 |                    | Frente para la Victoria                         | 17.285             | 51,84              |
| Ángel Mateo Rossi (UCR)                |                    | Frente Progresista, Cívico y Social             | 13.533             | 40,59              |
| Hugo Carlos José Taborda               |                    | Partido de Participación Popular                | 2.111              | 6,33               |
| Ana Graciela Lazo                      |                    | Jubilados y Jóvenes                             | 168                | 0,50               |
| Jorge Alberto Sosa                     |                    | Frente de Agrupaciones Políticas Autoconvocadas | 133                | 0,40               |
| Oscar Camilo Cortazzo                  |                    | Partido Obrero                                  | 112                | 0,34               |
| Votos positivos                        | Votos positivos    | Votos positivos                                 | 33.342             | 87,02              |
| Votos en blanco                        | Votos en blanco    | Votos en blanco                                 | 4.775              | 12,46              |
| Votos nulos                            | Votos nulos        | Votos nulos                                     | 200                | 0,52               |
| Total de votos                         | Total de votos     | Total de votos                                  | 38.317             | 100                |
| Vera 1 Senador                         |                    |                                                 |                    |                    |
| Candidato                              | Partido/Alianza    | Partido/Alianza                                 | Votos              | %                  |
| Hugo Fernando Pucheta                  |                    | Frente para la Victoria                         | 13.900             | 55,05              |
| Carlos Alberto Fontana                 |                    | Frente Progresista, Cívico y Social             | 11.075             | 43,86              |
| Carlos Toribio Saavedra                |                    | Movimiento Socialista de los Trabajadores       | 56                 | 0,22               |
| Mirian Estelbina Gilabert              |                    | Jubilados y Jóvenes                             | 45                 | 0,18               |
| Mauricio Osvaldo Ríos                  |                    | Frente de Agrupaciones Políticas Autoconvocadas | 39                 | 0,15               |
| Lucía Itatí Velázquez                  |                    | Partido Obrero                                  | 38                 | 0,15               |
| Orlando Luis García                    |                    | Partido de Participación Popular                | 36                 | 0,14               |
| Amavelia Sosa                          |                    | Partido Humanista                               | 30                 | 0,12               |
| Nélida Elba Ibarra                     |                    | Movimiento por la Dignidad y la Independencia   | 30                 | 0,12               |
| Votos positivos                        | Votos positivos    | Votos positivos                                 | 25.249             | 89,66              |
| Votos en blanco                        | Votos en blanco    | Votos en blanco                                 | 2.823              | 10,02              |
| Votos nulos                            | Votos nulos        | Votos nulos                                     | 88                 | 0,31               |
| Total de votos                         | Total de votos     | Total de votos                                  | 28.160             | 100                |